# 25 Serpentis
25 Serpentis, som är stjärnans Flamsteed-beteckning, är en dubbelstjärna i den södra delen av stjärnbilden Ormen, som också har Bayer-beteckningen A2 Serpentis och variabelbeteckningen PT Serpentis. Den har en högsta skenbar magnitud på ca 5,37 och är svagt synlig för blotta ögat där ljusföroreningar ej förekommer. Baserat på parallaxmätning inom Hipparcosuppdraget på ca 7,3 mas, beräknas den befinna sig på ett avstånd på ca 450 ljusår (ca 138 parsek) från solen. Den rör sig närmare solen med en heliocentrisk radialhastighet av ca -10 km/s

## Egenskaper
Primärstjärnan 25 Serpentis A är en blå till vit underjättestjärna av spektralklass B8 IV/V. Den har en radie som är ca 3,6 solradier och utsänder ca 148 gånger mera energi än solen från dess fotosfär vid en effektiv temperatur på ca 10 000 K. Primärstjärnan är i sig en spektroskopisk dubbelstjärna, vilket betyder att de enskilda stjärnorna ligger för nära varandra för att kunna upplösas, men periodiska Dopplerförskjutningar i deras spektra tyder på en förekommande omloppsrörelse. Paret består av en stjärna av spektraltyp A och en het jättestjärna av spektraltyp B och stjärnorna kretsar runt varandra med en period av 38,9 dygn och har en mycket excentrisk bana med en excentricitet på 0,731.
25 Serpentis, eller PT Serpentis, är en pulserande variabel av 53 Persei-typ (SPB), som varierar mellan visuell magnitud +5,37 och 5,40 med en period av 0,868432 dygn eller 20,8424 timmar.